# Monument El Cacahual
 (mai 2025).

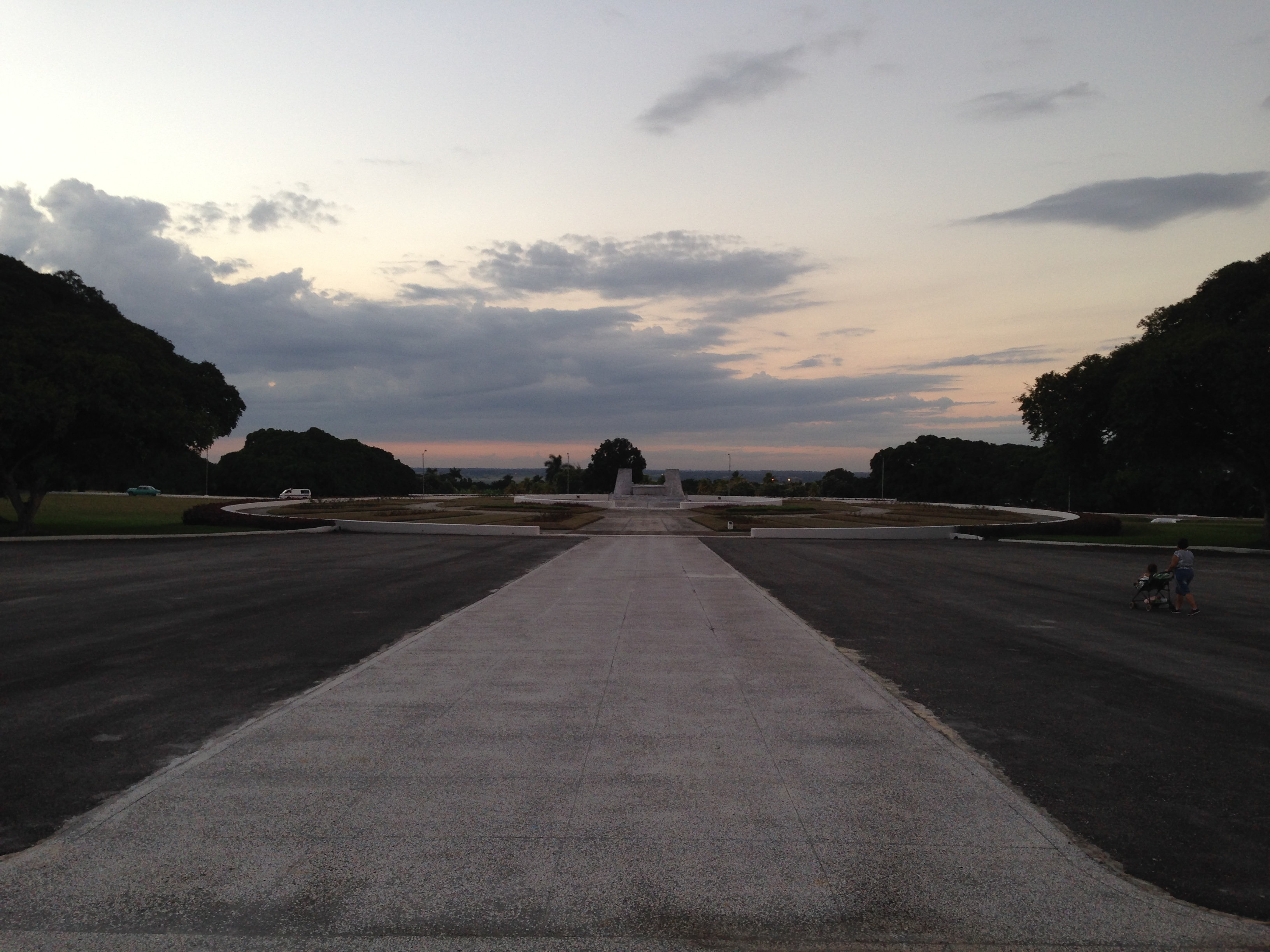
Monument El Cacahual.

Le monument El Cacahual est un monument et un lieu de repos pour les restes du héros national Antonio Maceo à Cuba. Le monument actuel, le troisième sur le site, a été commencé en 1944 et achevé en 1951. En raison de son importance historique, El Cacahual a reçu le statut de monument national le 10 octobre 1978, par la résolution 03.

## Emplacement
Le monument est situé à 8 km au sud de l'aéroport international José Martí via Santiago de Las Vegas, au nord de Bejucal. Le mausolée El Cacahual abrite les restes du général Antonio Maceo, commandant en second de l'Armée de libération, et de son aide de camp, le capitaine Francisco "Panchito" Gómez Toro - fils du général Máximo Gómez - ainsi que d'autres patriotes cubains. Un pavillon en plein air à côté du mausolée abrite une exposition historique.